# Karl-Heinz Forster
Karl-Heinz Forster (* 3. März 1927 in Stuttgart; † 6. März 2015 in Frankfurt am Main) war ein deutscher Wirtschaftswissenschaftler und Manager.

## Leben
Forster absolvierte 1949 ein Diplom in Wirtschaftswissenschaften an der Handelshochschule Mannheim. 1952 wurde er mit einer Arbeit über die Anlagenneubewertung nach dem DM-Bilanzgesetz zum Dr. rer. pol. promoviert. Er startete 1952 seine Ausbildung zum Wirtschaftsprüfer bei der Treuarbeit Deutsche Revisions- und Treuhand AG und legte 1956 sein Steuerberaterexamen und 1958 sein Wirtschaftsprüferexamen ab. 1964 wurde er Mitglied des Vorstandes bei der Treuarbeit Deutsche Revisions- und Treuhand AG und 1971 dessen Vorstandssprecher bis 1992. Von 1992 bis 1994 war er Vorsitzender des Aufsichtsrats der Deutschen Revisions- und Treuhand-Aktiengesellschaft Treuarbeit (später C&L Deutsche Revision Aktiengesellschaft, heute PricewaterhouseCoopers).
Ab 1962 hatte er einen Lehrauftrag für Rechnungslegung und Prüfungswesen an der TH Darmstadt inne, ab 1966 an der Johann Wolfgang Goethe-Universität in Frankfurt am Main. 1970 wurde er in Frankfurt zum Honorarprofessor ernannt.
Karl-Heinz Forster engagierte sich im Institut der Wirtschaftsprüfer (IdW) und war dort unter anderem Vorsitzer des Hauptfachausschusses, Vorsitzender des Vorstands, Vorsitzender des Verwaltungsrats. 1977 war Forster Präsident des XI. Internationalen Accountantskongresses. Er wurde zum Ehrenmitglied des IdW ernannt. 
Er war Mitglied der Unternehmensrechtskommission des Bundesministeriums der Justiz; Vorstandsmitglied und Verwaltungsratsmitglied der Schmalenbach-Gesellschaft für Betriebswirtschaft. Seit seinem Studium 1947 war er Mitglied der katholischen Studentenverbindung K.D.St.V. Churpfalz Mannheim im CV und war als Aktivenvertreter auf der Cartellversammlung 1950 in Mainz maßgeblich mit beteiligt, den Verband nach dem Zweiten Weltkrieg und dem Verbot in der NS-Zeit wiederzubegründen.
1998 erhielt er zusammen mit Wolfgang Dieter Budde den Dr. Kausch-Preis für Verdienste bei der Kommentierung des Bilanzrechtes und Beiträge zur Verbesserung der Rechnungslegung. Er erhielt zudem eine Ehrendoktorwürde.
Forster starb am 6. März 2015 nach langer Krankheit im Alter von 88 Jahren. Mit seiner Ehefrau Elisabeth Forster, geb. Schmaltz, hatte er vier Kinder.

## Schriften (Auswahl)
- Kommentar Adler/Düring/Schmaltz: Rechnungslegung und Prüfung der Unternehmen (Forster als einer der Hauptautoren in der 4. bis 6. Auflage).